# NGC 1572
NGC 1572 este o galaxie spirală situată în constelația Dalta. A fost descoperită în 23 octombrie 1835 de către John Herschel.